# فرودگاه صحرایی بیسستر
فرودگاه صحرایی بیسستر (به انگلیسی: Bicester Airfield) یک فرودگاه است که یک باند فرود چمن دارد و طول باند آن ۱۱۰۰ متر است. این فرودگاه در کشور انگلستان قرار دارد و در ارتفاع ۷۹ متری از سطح دریا واقع شده‌است.